# Warner Music Group
Warner Music Group (WMG), còn được biết đến với tên Warner Music, là công ty thu âm lớn trên toàn cầu, có trụ sở đặt tại Thành phố New York. Là tổ chức âm nhạc Mỹ lớn nhất thế giới, đây còn là một trong 3 công ty thu âm lớn nhất. Công ty điều hành một vài trong số những nhãn thu âm thành công nhất trên toàn cầu, bao gồm Warner Bros. Records, Parlophone Records và Atlantic Records. WMG còn sở hữu Warner/Chappell Music, một trong những công ty phân phối âm nhạc lớn nhất.
Từng được hãng Time Warner sở hữu, công ty được chuyển công khai cho New York Stock Exchange vào tháng 5 năm 2011. WMG hiện có 3.500 nhân viên và có cơ sở tại hơn 50 quốc gia trên toàn cầu.